# Древен, Дана ван
Дана ван Древен (нидерл. Dana van Dreven, 8 июля 1974, Амстердам) — диджей в стилях хардстайл и габбер, выступающая под именем DJ Lady Dana начиная с 1993 года. С 2004 года ван Древен является руководителем лейбла Danamite, принадлежащего к группе The Third Movement. Дважды номинировалась на премии нидерландского музыкального телеканала The Music Factory.

## Дискография
- 2002 — ID&T Presents Dana
- 2004 — Dj Dana
- 2006 — Just Dana
- 2008 — Havido Dana